# Blinja
Blinja je mjesto u Sisačko-moslavačkoj županiji, administrativno u sastavu grada Petrinje, smješteno južno od grada.

## O naselju
Blinja ima pravoslavnu crkvu. Seoska slava je Sveti Ilija

## Stanovništvo
Prema popisu iz 1991. godine mjesto Blinja je imalo 210 stanovnika.
- Hrvati - 1 (0,5%)
- Srbi - 205 (97,6%)
- Ostali - 4 (1,9%)

Prema popisu iz 2001. godine ovo naselje je imalo ukupno 74 stanovnika, od toga 4 Roma.
Predsjednik Mjesnog odbora Blinja-Moštanica, od 2007. godine je Mile Zubanović. Mjesnom odboru pripadaju također mjesta Bijelnik, Jošavica, Stražbenica, Deanovići i Petkovac.
| broj stanovnika | 305   | 363   | 366   | 454   | 476   | 510   | 499   | 477   | 366   | 354   | 352   | 313   | 262   | 210   | 74    | 78    | 58    |
|                 | 1857. | 1869. | 1880. | 1890. | 1900. | 1910. | 1921. | 1931. | 1948. | 1953. | 1961. | 1971. | 1981. | 1991. | 2001. | 2011. | 2021. |

## Šport
U naselju je postojao nogometni klub NK Crvena zvezda Blinja.